# Oscar Freire de Carvalho
Oscar Freire de Carvalho (Salvador de Bahía; 3 de octubre de 1882-São Paulo, 11 de enero de 1923) fue un médico y catedrático brasileño.

## Biografía
Hijo del abogado Manuel Freire de Carvalho y de Isaura Freire de Carvalho, estudió en la Faculdad de Medicina de la Universidad Federal de Bahía, siendo discípulo de Nina Rodrigues, de quien heredó el interés por la Medicina Legal.
En 1913 fue convocado por Arnaldo Vieira de Carvalho para ser profesor en la cátedra de Medicina Legal en la recién creada Facultad de Medicina y Cirugía de São Paulo. Tras su fallecimiento, uno de los edificios del complejo tomó su nombre.
También fue uno de los fundadores del Instituto Médico Legal de São Paulo.
Su nombre también le fue dado a una calle de São Paulo, caracterizada por tener tiendas de bienes de lujo.